# شبکه جهانی جام جم
شبکه جام جم یکی از شبکه‌های تلویزیونی دولتی کشور ایران است که در مجموعه صداوسیمای جمهوری اسلامی ایران مدیریت می‌شود. این شبکه با هدف نشان دادن میراث فرهنگی گرانبهای ایران، بیان توسعهٔ اجتماعی در ابعاد گوناگون درون ایران، تقویت هویت ملی، و ایجاد پلی فرهنگی با ایرانیان خارج از کشور از سال ۱۳۷۶ با پخش شبکهٔ جام جم ۱ در قارهٔ اروپا آغاز به کار کرد.
شعار این شبکه «پنجره مهر ایران و ایرانی» است.

## کانال‌های شبکهٔ جهانی جام جم
جام جم ۱ (کانال اروپا)
برای نخستین بار یک شبکهٔ تلویزیونی از داخل کشور و با زبان روان فارسی، پاسخگویی به نیاز مخاطبان ایرانی و فارسی‌زبان خارج از کشور را هدف قرار داده بود. تجهیزات فراهم آمده برای پوشش یک قاره پیش‌بینی شده بود و جام جم کار خود را با مخاطب قراردادن ساکنان قارهٔ اروپا آغاز کرد. این شبکه توسعه یافت و تبدیل به یکی از کانال‌های شبکهٔ جهانی جام جم شد و نام کانال ۱ (اروپا) را به خود گرفت.
جام جم ۲ (کانال آمریکا)
موفقیت چشمگیر جام جم ۱ در کسب رضایت مخاطبان بیرون از کشور منجر شد که از سال ۱۳۷۸ یعنی دو سال پس از راه‌اندازی کانال اروپا، تجهیزات لازم برای پوشش دادن اهداف از پیش تعیین شده به مخاطبان ساکن قارهٔ آمریکا فراهم شد و در ۱۹ بهمن سال ۱۳۷۸ کانال ۲ (آمریکا) نیز به حیطهٔ مدیریتی شبکهٔ جهانی جام جم افزوده شد.
جام جم ۳ (کانال آسیا)
در ۸ خرداد سال ۸۱ ساکنان قارهٔ آسیا و اقیانوسیه نیز تحت پوشش شبکهٔ جهانی جام جم قرار گرفتند.

## برنامه‌های شاخص
مهم‌ترین و پربیننده‌ترین برنامه‌های شبکهٔ جام جم که مطابق با ذائقهٔ ایرانیان بیرون از کشور تولید و پخش شده‌است، عبارتند از:
1. برنامهٔ روشنا با رویکرد مذهبی
2. برنامهٔ کنکاش با رویکرد سیاسی
3. برنامهٔ روز خوش با رویکرد اجتماعی
4. برنامه شب‌نشینی با رویکرد جُنگ‌های شاد و تفریحی
5. برنامهٔ خانهٔ مهر با رویکرد خانوادگی
6. برنامه‌های کودکانه، آبرنگ و فرزندان ایران با رویکرد کودک و نوجوان
7. برنامهٔ جام جم در جام با رویکرد معرفی برنامه‌های شبکه
8. برنامهٔ ارتباط نزدیک با رویکرد پاسخگویی مسئولین به نیازهای مخاطبان
9. برنامهٔ ورزش ایران با رویکرد اطلاع‌رسانی از رویدادهای ورزشی
10. برنامهٔ ایران جهانی در یک مرز با رویکرد معرفی آداب و رسوم اقوام مختلف ایرانی
11. برنامهٔ زیتون با رویکرد ارائهٔ اطلاعات پزشکی
12. برنامه‌های چکامه و آنچه خود داشت با رویکرد معرفی ادبیات کلاسیک و معاصر ایران
13. برنامهٔ با ایرانیان با رویکرد آشنایی با ایرانیان مقیم در کشورهای خارجی
14. برنامهٔ پژواک با رویکرد اجتماعی، معارفی
15. برنامهٔ می‌شود بهتر شد با رویکرد اجتماعی، معارفی ویژهٔ شب‌های ماه مبارک رمضان
16. برنامه صبح پارسی با رویکرد اجتماعی و نشاط صبحگاهی

## ادغام
از ساعت ۱۸ روز ۲۷ دی ۱۳۹۳، بنابه سیاست‌های وقت سازمان صدا و سیما، هر سه کانال در یک شبکه ادغام شد که تا ۹ اردیبهشت ۱۳۹۹ برای هر سه قاره برنامه پخش می‌کرد. با تغییر مجدد سیاست‌های سازمان صدا و سیما، از ۹ اردیبهشت ۱۳۹۹ پخش برنامه‌های شبکهٔ جام جم در قالب سه کانال، دوباره از سر گرفته شد.

## تغییر بستر پخش
به‌دنبال تحریم‌های خارجی اعمال شده بر پخش ماهواره‌ای شبکه‌های صداوسیما از نیمه دوم سال ۱۴۰۱ و تغییر سیاست‌های صداوسیما در دوران ریاست پیمان جبلی، از ساعت ۲۴ روز ۱ اسفند ۱۴۰۳، پخش برنامه‌های شبکه جهانی جام جم از طریق ماهواره‌ها متوقف و بستر پخش این شبکه به وب سایت این شبکه و پلتفرم‌های اینترنتی پخش زنده شبکه‌های صداوسیما منتقل شد.

## برنامه‌ها
برنامه‌های این شبکه‌ها از تولیدات داخلی صدا و سیما یا خود شبکه تأمین می‌شود.

## مدیریت
این شبکه به منظور تولید، انتخاب و پخش برنامه برای ایرانیان و فارسی‌زبانان بیرون از کشور از سه ادارهٔ کل، هفت گروه برنامه‌ساز و چند واحد تشکیل شده‌است.

## نشان واره‌ها

لوگو جام جم بین سالهای ۱۳۸۰ تا ۱۳۹۵
لوگو جام جم بین سالهای ۱۳۹۵ تا ۱۴۰۰
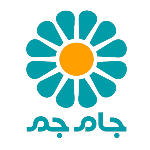
لوگو جام جم بین سالهای ۱۴۰۰ تا ۱۴۰۳